# Stein, Fürth
Stein là một đô thị ở huyện Fürth, trong bang Bayern, nước Đức. Đô thị Stein, Bavaria có diện tích 19,52 km², dân số thời điểm 31 tháng 12 năm 2006 là 13.901 người. Stein có cự ly 7 km về phía nam của Fürth, và 7 km về phía tây nam trung tâm Nuremberg.